# Alpen Cup kobiet w kombinacji norweskiej 2024/2025
Alpen Cup kobiet w kombinacji norweskiej 2024/2025 to dziesiąta edycja tego cyklu zawodów. Rywalizacja rozpoczęła się 7 września 2024 w austriackim Villach, zaś ostatnie zawody z tego cyklu zostały rozegrane 9 marca 2025 w niemieckim Oberhofie.
Tytułu z poprzedniej edycji broniła Słowenka Teja Pavec. W tym sezonie najlepsza okazała się jej rodaczka – Tia Malovrh.

## Kalendarz i wyniki
| Lp. | Data             | Miejscowość  | Dystans                       | 1. miejsce             | 2. miejsce             | 3. miejsce             |
| --- | ---------------- | ------------ | ----------------------------- | ---------------------- | ---------------------- | ---------------------- |
| 1.  | 17 sierpnia 2024 | Bischofsgrün | Start masowy HS71/4 km        | Odwołano               | Odwołano               | Odwołano               |
| 2.  | 18 sierpnia 2024 | Bischofsgrün | Gundersen HS71/5 km           | Odwołano               | Odwołano               | Odwołano               |
| 3.  | 7 września 2024  | Villach      | Gundersen HS98/5 km           | Tia Malovrh            | Romane Baud            | Maša Likozar Brankovič |
| 4.  | 8 września 2024  | Villach      | Gundersen HS98/2,5 km         | Tia Malovrh            | Romane Baud            | Maja Loh               |
| 5.  | 28 września 2024 | Liberec      | Gundersen HS100/5 km          | Tia Malovrh            | Katharina Gruber       | Marion Droz Vincent    |
| 6.  | 29 września 2024 | Liberec      | Gundersen HS100/2,5 km        | Tia Malovrh            | Romane Baud            | Maša Likozar Brankovič |
| 7.  | 21 grudnia 2024  | Seefeld      | Kompakt sprint HS109/4x1,2 km | Tia Malovrh            | Maša Likozar Brankovič | Maja Loh               |
| 8.  | 22 grudnia 2024  | Seefeld      | Gundersen HS109/5 km          | Tia Malovrh            | Maša Likozar Brankovič | Sofia Eggensberger     |
| 9.  | 25 stycznia 2025 | Szczyrk      | Gundersen HS104/5 km          | Tia Malovrh            | Maša Likozar Brankovič | Anna Senoner           |
| 10. | 26 stycznia 2025 | Szczyrk      | Start masowy HS104/4 km       | Maša Likozar Brankovič | Tia Malovrh            | Greta Pinzani          |
| 11. | 8 marca 2025     | Oberhof      | Start masowy HS100/5 km       | Tia Malovrh            | Maša Likozar Brankovič | Romane Baud            |
| 12. | 9 marca 2025     | Oberhof      | Gundersen HS100/2,5 km        | Tia Malovrh            | Romane Baud            | Katharina Gruber       |

## Klasyfikacja generalna
| M.  | Zawodnik               | Punkty |
| --- | ---------------------- | ------ |
| 1.  | Tia Malovrh            | 880    |
| 2.  | Maša Likozar Brankovič | 550    |
| 3.  | Romane Baud            | 466    |
| 4.  | Greta Pinzani          | 334    |
| 5.  | Anna Senoner           | 332    |
| 6.  | Sofia Eggensberger     | 243    |
| 7.  | Ludovica Del Bianco    | 242    |
| 8.  | Katharina Gruber       | 235    |
| 9.  | Fabienne Klumpp        | 233    |
| 10. | Maja Loh               | 231    |